# Port lotniczy Rosario
Port lotniczy Rosario (IATA: ROS, ICAO: SAAR) – międzynarodowy port lotniczy położony 13 km na północny zachód od centrum Rosario, w prowincji Santa Fe, w Argentynie.

## Linie lotnicze i połączenia
- Aerolíneas Argentinas (Bariloche, Buenos Aires-Ezeiza, Buenos Aires-Jorge Newbery, Mendoza, Puerto Iguazu, Salta)
- Avianca Argentina (Buenos Aires-Jorge Newbery)
- Azul Linhas Aéreas (Porto Alegre, Recife)
- Copa Airlines (Panama-Tocumen)
- Gol Transportes Aéreos (Rio de Janeiro-Galeao)
- LATAM Chile (Lima, Santiago de Chile, São Paulo-Guarulhos)
- Sky Airline (Santiago de Chile)